# Clamecy (Aisne)
Clamecy è un comune francese di 230 abitanti situato nel dipartimento dell'Aisne della regione dell'Alta Francia.

## Società

### Evoluzione demografica
Abitanti censiti